# Deon Thompson
Deon Marshall Thompson (Torrance, 16 settembre 1988) è un cestista statunitense naturalizzato ivoriano.

## Carriera
Dopo aver disputato quattro stagioni ai North Carolina Tar Heels, ha fatto il suo esordio da professionista nell'Ikaros BC in A1 Ethniki; in Grecia ha disputato 25 incontri.
Nella stagione 2011-12 ha militato nell'Union Olimpija.

## Statistiche

### College
| Anno       | Squadra             | PG  | PT  | MP   | TC%  | 3P% | TL%  | RP  | AP  | PRP | SP  | PP   |
| ---------- | ------------------- | --- | --- | ---- | ---- | --- | ---- | --- | --- | --- | --- | ---- |
| 2006-2007  | N. Carol. Tar Heels | 38  | 1   | 12,4 | 55,8 | -   | 64,9 | 2,4 | 0,4 | 0,5 | 0,4 | 4,7  |
| 2007-2008  | N. Carol. Tar Heels | 39  | 38  | 21,4 | 48,1 | -   | 59,5 | 4,8 | 1,1 | 0,7 | 1,3 | 8,4  |
| 2008-2009† | N. Carol. Tar Heels | 38  | 37  | 24,8 | 49,2 | -   | 64,6 | 5,7 | 0,7 | 0,9 | 1,1 | 10,6 |
| 2009-2010  | N. Carol. Tar Heels | 37  | 37  | 26,9 | 48,4 | 0,0 | 69,3 | 6,7 | 0,8 | 1,1 | 1,0 | 13,7 |
| Carriera   | Carriera            | 152 | 113 | 21,4 | 49,4 | 0,0 | 65,6 | 4,9 | 0,8 | 0,8 | 0,9 | 9,3  |

### Eurolega
| Anno      | Squadra          | PG  | PT | MP   | TC%  | 3P%  | TL%  | RP  | AP  | PRP | SP  | PP   |
| --------- | ---------------- | --- | -- | ---- | ---- | ---- | ---- | --- | --- | --- | --- | ---- |
| 2011-2012 | Olimpija Lubiana | 10  | 5  | 23,6 | 44,3 | 0,0  | 47,4 | 4,1 | 0,8 | 0,3 | 0,2 | 8,8  |
| 2012-2013 | Alba Berlino     | 23  | 22 | 26,6 | 52,4 | 25,0 | 79,2 | 5,4 | 0,8 | 0,7 | 0,7 | 12,0 |
| 2013-2014 | Bayern Monaco    | 21  | 11 | 18,8 | 45,4 | 20,0 | 56,8 | 4,7 | 0,5 | 0,3 | 0,4 | 7,3  |
| 2015-2016 | Bayern Monaco    | 10  | 8  | 23,1 | 48,2 | 0,0  | 76,9 | 4,1 | 1,0 | 1,2 | 1,1 | 9,2  |
| 2016-2017 | Galatasaray      | 13  | 0  | 11,6 | 50,0 | -    | 63,6 | 2,1 | 0,7 | 0,5 | 0,4 | 4,2  |
| 2016-2017 | Stella Rossa     | 13  | 0  | 10,5 | 56,1 | -    | 50,0 | 1,5 | 0,5 | 0,3 | 0,3 | 4,3  |
| 2018-2019 | Žalgiris Kaunas  | 17  | 0  | 13,8 | 58,6 | 0,0  | 57,1 | 3,1 | 0,5 | 0,5 | 0,4 | 4,7  |
| Carriera  | Carriera         | 107 | 46 | 18,6 | 49,9 | 11,1 | 64,9 | 3,8 | 0,7 | 0,5 | 0,5 | 7,5  |

### Eurocup
| Anno      | Squadra       | PG | PT | MP   | TC%  | 3P%  | TL%  | RP  | AP  | PRP | SP  | PP   |
| --------- | ------------- | -- | -- | ---- | ---- | ---- | ---- | --- | --- | --- | --- | ---- |
| 2015-2016 | Bayern Monaco | 10 | 3  | 22,4 | 53,8 | -    | 69,6 | 4,8 | 0,5 | 0,6 | 0,7 | 10,2 |
| 2019-2020 | Málaga        | 15 | 14 | 22,1 | 46,2 | 33,3 | 85,7 | 3,8 | 1,5 | 0,7 | 0,5 | 10,7 |
| 2020-2021 | Málaga        | 16 | 16 | 20,3 | 47,0 | 37,1 | 72,2 | 4,2 | 1,1 | 0,6 | 0,6 | 9,2  |
| Carriera  | Carriera      | 41 | 33 | 21,5 | 48,4 | 35,1 | 77,2 | 4,2 | 1,1 | 0,6 | 0,6 | 10,0 |

## Palmarès
- Campione NCAA (2009)
- Campionato tedesco: 1

Bayern Monaco: 2013-14
- Campionato israeliano: 1

Hapoel Gerusalemme: 2014-15
- Campionato serbo: 1

Stella Rossa Belgrado: 2016-17
- Campionato lituano: 1

Žalgiris Kaunas: 2018-19
- Coppa di Slovenia: 1

Union Olimpija: 2012
- Coppa di Germania: 1

Alba Berlino: 2013
- Coppa di Serbia: 1

Stella Rossa Belgrado: 2017
- Lega Adriatica: 1

Stella Rossa Belgrado: 2016-17